# Armada Music
Pour les articles homonymes, voir Armada.
Armada Music est une maison de disques indépendante néerlandaise, cofondée en 2003 par Armin van Buuren, Maykel Piron et David Lewis.

## Historique
Cofondée en juin 2003 par Armin van Buuren, Maykel Piron et David Lewis, Armada Music tient son nom des deux premières lettres du prénom des trois cofondateurs.
En 2009, 2010, 2011 et 2012, elle remporte le titre de « Best Global Dance Label », remis par le International Dance Music Awards.
Le fait que le label regroupe des musiques de style similaire, entre musique électronique et trance, a attiré plusieurs artistes de renom tels que Chicane, Matt Darey, York, Roger Shah, Paul Oakenfold, Paul van Dyk, Markus Schulz, Dash Berlin, BT, Andy Moor ou Gabriel & Dresden et Max Graham.
Armada Music possède plus de 48 sous-labels représentant chacun un type de musique électronique spécifique.
L'épisode 1124 de l'émission A State of Trance, diffusé le 8 juin 2023, célèbre les 20 ans du label.

## Sous-labels
Le label néerlandais possède 48 labels et sous-labels :
- 2-Dutch Records
- AERYS RECORDS (label de Heatbeat)
- Armada Captivating
- Armada Chill (label de Rodg)
- Armada Deep
- Armada Electronic Elements
- Armada Music
- Armada Subjekt
- Armada Trice
- Armada Zouk
- Armind (label d'Armin van Buuren)
- A State of Trance
- Bambossa Records (label de Harry Romero)
- Black Sunset Music (label de Jeremy Vancaulart)
- Brobot Records
- Buygore (label de Borgore)
- DAYS Like NIGHTS (label d'Eelke Kleijn)
- Delecta Records (label de Cedric Gervais)
- Denis Kenzo Recordings (label de Denis Kenzo)
- Diffused Music (label de Michael Woods)
- #DLDKMUSIC
- Garuda (label de Gareth Emery)
- Geousus Records (label de Borgeous)
- GOLDKID Records (label de Julian Jordan)
- #goldrush Recordings (label de Ben Gold)
- In My Opinion (label d'Orjan Nilsen)
- JEE Productions (label de Jerome Isma-Ae)
- Juicy Music (label de Robbie Rivera)
- Juicy Traxx
- KLASH (label de Dirtcaps)
- KMS Records (label de Kevin Saunderson)
- Mainstage Music (ancien label de W&W)
- Maktub Music Records (label de Justin Hendrik)
- Modena Records (label de Chicane)
- NoFace Records (label de Max Vangeli)
- Rave Culture (label de W&W)
- Release Records (label de Third Party)
- Showland Records (label de Swanky Tunes)
- Skink (label de Showtek)
- Smash The House (label de Dimitri Vegas & Like Mike)
- SONO Music (label de Sunnery James & Ryan Marciano)
- Statement! (label de Ruben de Ronde)
- Subjekt Recordings
- Subliminal Records (label d'Erick Morillo)
- The Bearded Man
- THNK (label de Thomas Vink)
- Wall Recordings (label d'Afrojack)
- Waxbox (label de Remy Unger)
- Who’s Afraid Of 138?! (label d'Armin Van Buuren)

## Artistes
- Alexander Popov
- Andrew Rayel
- Armin van Buuren
- Arston
- Arty
- Borgeous
- Borgore
- BT
- Cedric Gervais
- Chicane
- Conjure One
- Dash Berlin
- David Gravell
- Dimitri Vegas & Like Mike
- Erick Morillo
- Galavant
- Gareth Emery
- John Dahlbäck
- Joris Delacroix
- Julian Jordan
- Lost Frequencies
- Maestro Harrell
- Matisse & Sadko
- Max Vangeli
- Michael Woods
- Mike Hawkins
- Morgan Page
- NERVO
- Omnia
- Qulinez
- Sandro Silva
- Shogun
- Showtek
- Sultan + Shepard
- Sunnery James & Ryan Marciano
- Swanky Tunes
- Thomas Gold
- W&W